# Oreina
Oreina är ett släkte av skalbaggar som beskrevs av Louis Alexandre Auguste Chevrolat 1837. Oreina ingår i familjen bladbaggar.